# Liste des conseillers départementaux des Vosges
Pour un article plus général, voir Conseil départemental des Vosges.
Cet article dresse la liste des conseillers généraux des Vosges.
 (juillet 2015).

## Conseil départemental depuis 2015

### Assemblée départementale
Avant les élections, le Conseil départemental des Vosges est présidé par François Vannson (LR). 
Il comprend 34 conseillers départementaux issus des 17 cantons des Vosges. 
| Parti                                | Sigle | Sigle | Élus | Groupes                   |
| ------------------------------------ | ----- | ----- | ---- | ------------------------- |
| Majorité (32 sièges)                 |       |       |      |                           |
| Divers droite                        |       | DVD   | 19   | Majorité départementale   |
| Les Républicains                     |       | LR    | 10   | Majorité départementale   |
| Divers gauche                        |       | DVG   | 2    | Majorité départementale   |
| Union des démocrates et indépendants |       | UDI   | 1    | Majorité départementale   |
| Opposition (2 sièges)                |       |       |      |                           |
| Parti socialiste                     |       | PS    | 2    | Socialiste et républicain |
| Président du Conseil départemental   |       |       |      |                           |
| François Vannson (LR)                |       |       |      |                           |

### Conseillers
| Canton                 | 2015-2021                   | Parti | Parti | 2021-2027                    | Parti | Parti |
| ---------------------- | --------------------------- | ----- | ----- | ---------------------------- | ----- | ----- |
| La Bresse              | Jérôme Mathieu              |       | LR    | Jérôme Mathieu               |       | LR    |
| La Bresse              | Brigitte Vanson             |       | LR    | Brigitte Vanson              |       | LR    |
| Bruyères               | Bernadette Poirat           |       | PS    | Bernadette Poirat            |       | DVG   |
| Bruyères               | Christian Tarantola         |       | PS    | Christian Tarantola          |       | PS    |
| Charmes                | Martine Boulliat            |       | DVD   | Martine Boulliat             |       | DVD   |
| Charmes                | Robert Colin                |       | DVD   | Éric Jacoté                  |       | DVC   |
| Darney                 | Alain Roussel               |       | DVD   | Alain Roussel                |       | DVC   |
| Darney                 | Carole Thiebaut-Gaudé       |       | DVD   | Carole Thiebaut-Gaudé        |       | DVC   |
| Épinal-1               | Ghislaine Jeandel-Ballongue |       | LR    | Ghislaine Jeandel-Jeanpierre |       | LR    |
| Épinal-1               | Yannick Villemin            |       | DVD   | Yannick Villemin             |       | DVD   |
| Épinal-2               | Régine Begel                |       | LR    | Régine Begel                 |       | LR    |
| Épinal-2               | Benoît Jourdain             |       | LR    | Benoît Jourdain              |       | LR    |
| Gérardmer              | Éliane Ferry                |       | DVD   | Thomas Gion                  |       | DVD   |
| Gérardmer              | Guy Martinache              |       | DVD   | Élisabeth Klipfel            |       | DVD   |
| Golbey                 | Raphaëla Canteri            |       | DVD   | Dominique Marquaire          |       | UDI   |
| Golbey                 | Dominique Momon             |       | DVD   | Stéphane Viry                |       | LR    |
| Mirecourt              | Nathalie Babouhot           |       | LR    | Nathalie Babouhot            |       | LR    |
| Mirecourt              | Guy Sauvage                 |       | LR    | Guy Sauvage                  |       | LR    |
| Neufchâteau            | Dominique Humbert           |       | DVD   | Dominique Humbert            |       | DVD   |
| Neufchâteau            | Simon Leclerc               |       | LR    | Simon Leclerc                |       | LR    |
| Raon-l'Étape           | Benoît Pierrat              |       | DVG   | Benoît Pierrat               |       | MR    |
| Raon-l'Étape           | Roseline Pierrel            |       | DVG   | Roseline Pierrel             |       | DVC   |
| Remiremont             | Valérie Jankowski           |       | LR    | Valérie Jankowski            |       | LR    |
| Remiremont             | François Vannson            |       | LR    | François Vannson             |       | LR    |
| Saint-Dié-des-Vosges-1 | Martine Gimmillaro          |       | DVD   | Claude Bourdon               |       | DVD   |
| Saint-Dié-des-Vosges-1 | William Mathis              |       | DVD   | William Mathis               |       | DVD   |
| Saint-Dié-des-Vosges-2 | Roland Bedel                |       | DVD   | Stéphane Demange             |       | MR    |
| Saint-Dié-des-Vosges-2 | Caroline Privat             |       | DVD   | Caroline Privat-Mattioni     |       | DVD   |
| Le Thillot             | Catherine Louis             |       | DVD   | Catherine Louis              |       | DVD   |
| Le Thillot             | Dominique Peduzzi           |       | DVD   | Dominique Peduzzi            |       | DVD   |
| Le Val-d'Ajol          | Philippe Faivre             |       | DVD   | Véronique Marcot             |       | DVD   |
| Le Val-d'Ajol          | Véronique Marcot            |       | DVD   | Vincent Thomas               |       | DVD   |
| Vittel                 | Luc Gerecke                 |       | UDI   | Sandrine Patard              |       | DVD   |
| Vittel                 | Claudie Pruvost             |       | DVD   | Franck Perry                 |       | LR    |

## Conseil général 2011-2015

### Composition par groupes politiques
| Parti                                 | Sigle | Élus |
| ------------------------------------- | ----- | ---- |
| Majorité départementale (21)          |       |      |
| Union pour un mouvement populaire     | UMP   | 16   |
| Divers droite                         | DVD   | 4    |
| Union des démocrates et indépendants  | UDI   | 1    |
| Élus républicains et socialistes (10) |       |      |
| Parti socialiste                      | PS    | 9    |
| Parti de gauche                       | PG    | 1    |
| Président du conseil général          |       |      |
| Christian Poncelet (UMP)              |       |      |

### Liste des conseillers généraux
| Canton                                 | Circ | Conseiller général       | Autres mandats (en cours)                                    | Parti | Parti | Série |
| -------------------------------------- | ---- | ------------------------ | ------------------------------------------------------------ | ----- | ----- | ----- |
| Arrondissement d'Epinal                |      |                          |                                                              |       |       |       |
| Canton de Bains-les-Bains              | 4    | Frédéric Drevet          | Maire de Bains-les-Bains                                     |       | PS    | 2008  |
| Canton de Bruyères                     | 2    | Christian Tarantola      | Maire de Docelles                                            |       | PS    | 2011  |
| Canton de Charmes                      | 4    | Gilbert Diderjean        | Maire de Vincey                                              |       | UMP   | 2008  |
| Canton de Châtel-sur-Moselle           | 1    | Colette Marchal          | Maire de Nomexy                                              |       | DVD   | 2011  |
| Canton de Darney                       | 4    | Yannick Dars             | Conseiller municipal de Darney                               |       | UMP   | 2008  |
| Canton de Dompaire                     | 4    | Gérard Marulier          | Maire de Harol                                               |       | DVD   | 2011  |
| Canton d'Épinal-Est                    | 1    | François-Xavier Huguenot |                                                              |       | PS    | 2011  |
| Canton d'Épinal-Ouest                  | 1    | Yvon Eugé                | Vice-Président du Conseil général Maire des Forges           |       | DVD   | 2008  |
| Canton de Monthureux-sur-Saône         | 4    | Alain Roussel            | Vice-Président du Conseil général Maire de Claudon           |       | UMP   | 2011  |
| Canton de Plombières-les-Bains         | 3    | Philippe Faivre          | Vice-Président du Conseil général                            |       | UMP   | 2008  |
| Canton de Rambervillers                | 1    | Martine Gimmillaro       | Conseillère municipale de Rambervillers                      |       | UMP   | 2008  |
| Canton de Remiremont                   | 3    | Christian Poncelet       | Sénateur Président du Conseil général                        |       | UMP   | 2008  |
| Canton de Saulxures-sur-Moselotte      | 3    | Élise Calais             |                                                              |       | PS    | 2014  |
| Canton du Thillot                      | 3    | Dominique Peduzzi        | Maire de Fresse-sur-Moselle                                  |       | DVD   | 2011  |
| Canton de Xertigny                     | 1    | Jackie Pierre            | Sénateur Vice-président du Conseil général                   |       | UMP   | 2011  |
| Arrondissement de Neufchâteau          |      |                          |                                                              |       |       |       |
| Canton de Bulgnéville                  | 4    | Luc Gerecke              | Vice-Président du Conseil général                            |       | UDI   | 2008  |
| Canton de Châtenois                    | 4    | Jean Pierre Florentin    | Vice-Président du Conseil général                            |       | UMP   | 2011  |
| Canton de Coussey                      | 4    | Claude Philippe          | Maire d'Harmonville                                          |       | UMP   | 2008  |
| Canton de Lamarche                     | 4    | Gérard Sancho            | Maire de Martigny-les-Bains                                  |       | UMP   | 2008  |
| Canton de Mirecourt                    | 4    | Patrice Jamis            | Maire-adjoint de Mirecourt                                   |       | PS    | 2011  |
| Canton de Neufchâteau                  | 4    | Simon Leclerc            | Maire de Neufchâteau                                         |       | UMP   | 2011  |
| Canton de Vittel                       | 4    | Jean-Jacques Gaultier    | Vice-Président du Conseil général                            |       | UMP   | 2008  |
| Arrondissement de Saint-Dié-des-Vosges |      |                          |                                                              |       |       |       |
| Canton de Brouvelieures                | 2    | Étienne Pourcher         | Maire de Fremifontaine                                       |       | PS    | 2011  |
| Canton de Corcieux                     | 2    | Guy Martinache           | Conseiller                                                   |       | UMP   | 2008  |
| Canton de Fraize                       | 2    | Jean Claude              | Conseiller                                                   |       | PS    | 2011  |
| Canton de Gérardmer                    | 3    | Gilbert Poirot           | 1er adjoint au maire de Gérardmer                            |       | PG    | 2011  |
| Canton de Provenchères-sur-Fave        | 2    | Jean-Guy Ruhlmann        | Maire de Lubine                                              |       | UMP   | 2008  |
| Canton de Raon-l'Étape                 | 2    | Michel Humbert           | Maire de Raon-l'Étape                                        |       | PS    | 2008  |
| Canton de Saint-Dié-des-Vosges-Est     | 2    | Roland Bedel             | Vice-Président du Conseil général Maire de Sainte-Marguerite |       | UMP   | 2011  |
| Canton de Saint-Dié-des-Vosges-Ouest   | 2    | William Mathis           | Maire de Saint-Michel-sur-Meurthe                            |       | UMP   | 2008  |
| Canton de Senones                      | 2    | Jean-Luc Bévérina        | Maire de Senones                                             |       | PS    | 2008  |